# Tajmyr (ledoborec)

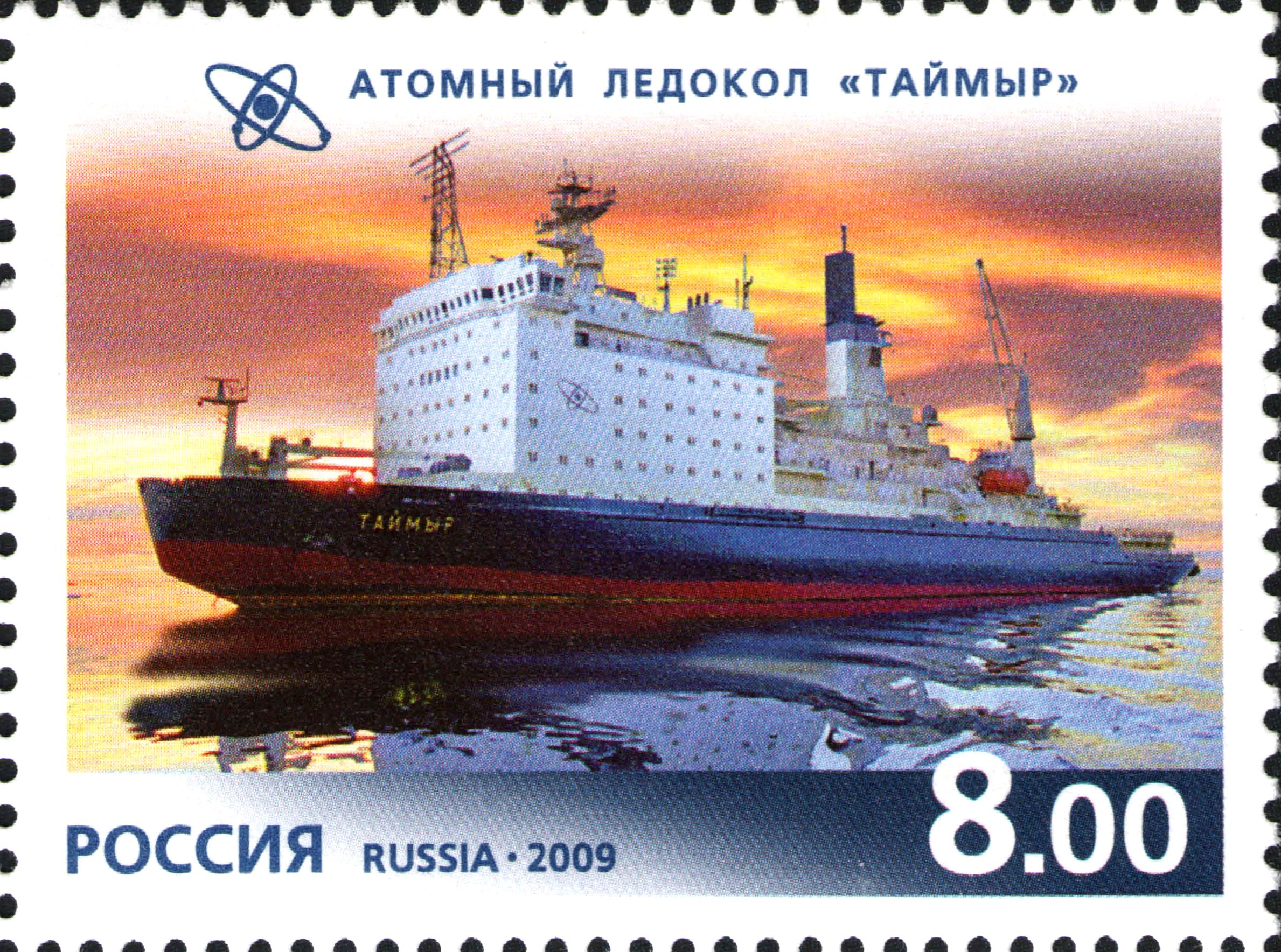
Ledoborec Tajmyr na ruské poštovní známce

Tajmyr je ruský atomový ledoborec s malým ponorem, první ze čtyř plavidel svého druhu. Délka trupu činí 151 metrů, šířka 29 metrů a ponor 8 metrů. Je první ze dvou ledoborců třídy Tajmyr. Jeho sesterskou lodí je ledoborec Vajgač. Tajmyr je pojmenován podle Tajmyrského poloostrova. Byl postaven v roce 1989 ve finské loděnici Wärtsilä Helsinki New Shipyard, v té době ještě pro Sovětský svaz. Trup lodě byl potom dovezen do Ruska, kde byl nainstalován jaderný turbo-elektrický reaktor s výkonem 50000 koní (36,6 MW). Díky svému malému ponoru je určen především k čištění ústí velkých řek a plavebních tras v průlivech. Lodě tohoto typu ledoborce jsou zařazeny do stejnojmenné třídy. Volací znak této lodi je UEMM.
V roce 2011 došlo k drobnému úniku radiace do klimatizačního systému reaktorové sekce. Tato situace byla ohodnocena stupněm 0 podle INES (International Nuclear Event Scale – Mezinárodní stupnice pro hodnocení jaderných havárií). Nejspíš šlo o netěsnost na primárním okruhu, ale nikdo z posádky nebyl ohrožen. Přesto ledoborec přerušil svou aktuální misi při které doprovázel nákladní lodě v Jenisejském zálivu a poháněn záložním dieselovým generátorem zamířil zpět do domovského přístavu Murmansk. Na své misi byl nahrazen ledoborcem Vajgač. 